# 先進型閉囲マスト/センサー

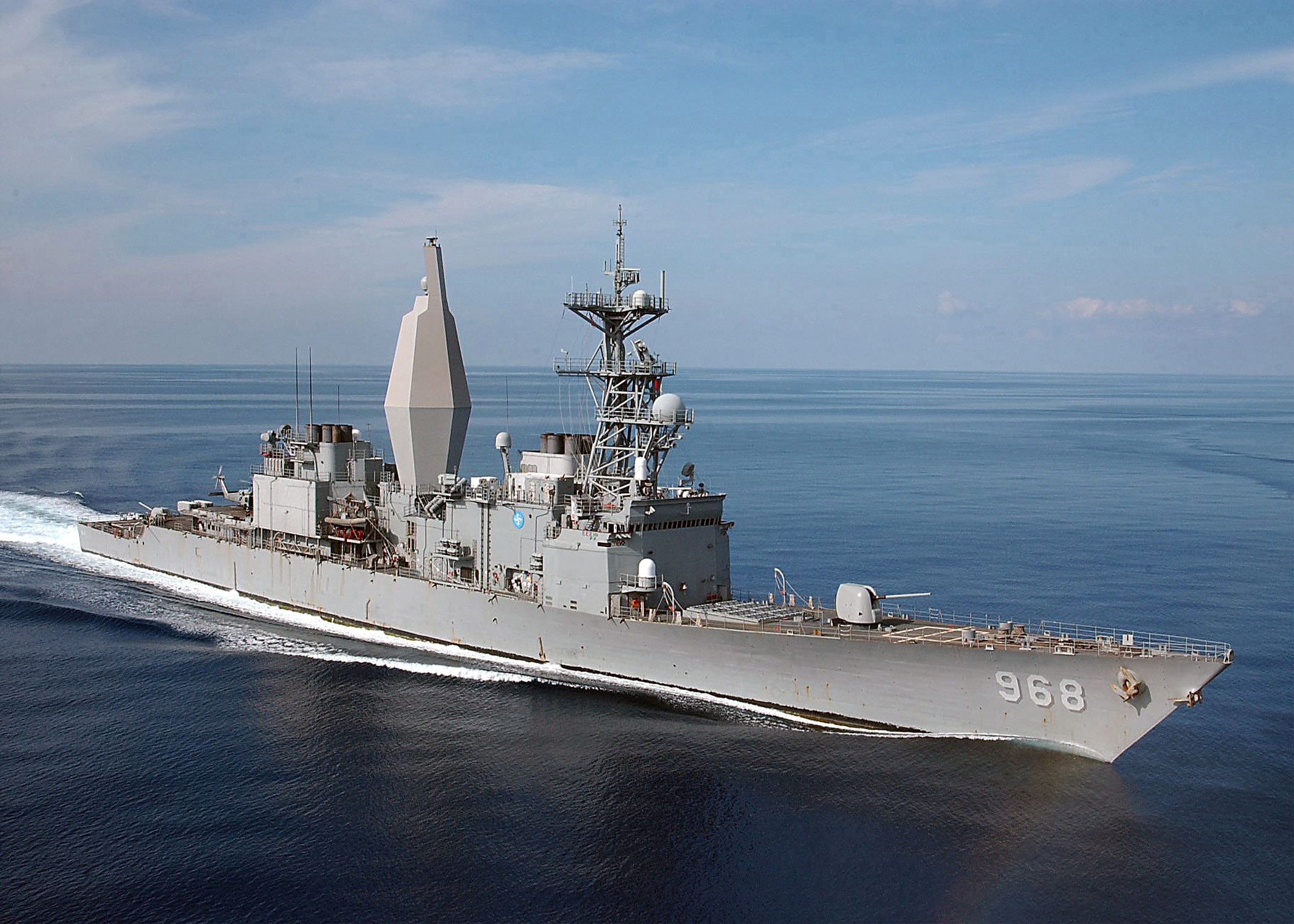
スプルーアンス級駆逐艦「アーサー・W・ラドフォード」

先進型閉囲マスト/センサー（せんしんがたへいいマスト/センサー Advanced Enclosed Mast/Sensor, AEM/S）とは、アメリカ海軍が開発した、艦船におけるステルス性を考慮したマストの装備方式である。

## 概要
現代の軍艦のマストは高所に電波装置を設置する場所として重要であるが、敵のレーダー波に対して反射面積が大きくなり、ステルス性を損なっていた。そこで各国海軍では、マストのレーダー反射断面積（RCS）を減少する方法として、マスト全体を構造物で覆うことを研究している。
先進型閉囲マスト/センサー(Advanced Enclosed Mast/Sensor、AEM/S）はこれらのうちのアメリカ海軍で実用化した技術の名称である。他国の軍艦でも同様の技術に対しては同じ名称で呼ぶことがある。

## 技術
これは船舶に形状制御技術を使用した例であり、マスト全体を平面多面体で構成された、FRP（Fiber Reinforced Plastic）などの遮蔽材で覆い、多面体内部のレーダーなどの電波装置の特定周波数の電波だけを通過させるようにしたもの。FSS（Frequency Selective Surface）技術と呼ばれる、短形やダイポール状の導電抵抗素子が誘電体表面に適切な間隔で周期的に配置されたものや、金属板スロットが等間隔で配置されたもので多面体が構成されている。
これらの技術により、敵レーダー波の反射を特定の方向に極限化することにより、大多数の方向からの敵のモノリシック・レーダー波に対する反射面積を減少させると同時に、自らの電波装置は従来通り使用できる。ただ敵のレーダーが自艦のレーダーと同波長であれば多面体の遮蔽材をほぼ透過するので、この技術によるステルス性は失われる。遮蔽材内部の電子機器が外気に曝される事が無いので、動作不良減少や保守減少、寿命延長といった副次効果も期待できるが、空気抵抗が増す短所もある。

## 適用艦
1997年5月にスプルーアンス級駆逐艦「アーサー・W・ラドフォード」(USS Arthur W. Radford, DD-968) に試験目的でこのシステムの設置が行われ、試験の結果は概ね良好であったため、以後の新しい艦に本技術が採用された。
サン・アントニオ級ドック型輸送揚陸艦（1番艦「サン・アントニオ」は2006年1月14日から就役）より、実用化がなされ、同級ではこのマストを2つ持っている。